# 154P/Brewington
154P/Brewington, komet Jupiterove obitelji.